# Sancti Spíritus (provincie)
Sancti Spíritus je kubánská provincie v centrální části ostrova. Jejím správním centrem je stejnojmenné město Sancti Spíritus. Provincie má plochu 6 777 km² a přibližně 465 000 obyvatel. Na západě sousedí s proviniciemi Villa Clara a Cienfuegos, na východě s Ciego de Ávila. Reliéf provincie je nížinatý. Provincii křižuje silnice Carretera Central táhnoucí se přes celý ostrov ve směru západ-východ. Ekonomika provincie je založena na zemědělství - produkce třtiny, rýže, tabáku, hovězího dobytku.
Provincie se skládá z 8 municipalit:
- Yaguajay
- Jatibonico
- Taguasco
- Cabaiguán
- Fomento
- Trinidad
- Sancti Spíritus
- La Sierpe